# Komisariat Straży Granicznej „Zielona”
Komisariat Straży Granicznej „Zielona” – jednostka organizacyjna Straży Granicznej pełniąca służbę ochronną na granicy polsko-czechosłowackiej w latach 1938–1939.

## Formowanie i zmiany organizacyjne
Rozkazem nr 3 z 8 września 1938 roku w sprawach reorganizacji jednostek na terenach Śląskiego, Zachodniomałopolskiego i Wschodniomałopolskiego okręgów Straży Granicznej, a także utworzenia nowych komisariatów i placówek, komendant Straży Granicznej płk Jan Gorzechowski, działając na podstawie upoważnienia Ministra Skarbu z 14 października 1938 roku nakazał utworzyć nowy komisariat Straży Granicznej „Zielona”. Ustalił też etat komendy: 2 oficerów, 3 szeregowych, 1 bryczka, 2 konie, 3 kbk, 3 pistolety. 
Formowanie chwilowo wstrzymano z uwagi na obecność KOP.

## Struktura organizacyjna
Organizacja komisariatu w 1938:
- komenda − Zielona
- placówka Straży Granicznej I linii „Rafajłowa”
- placówka Straży Granicznej I linii „Przełęcz Legionów”
- placówka Straży Granicznej I linii „Doużyniec”
- placówka Straży Granicznej II linii „Zielona” ← przemianowana z placówki I linii „Zielona”
- posterunek wywiadowczy Straży Granicznej „Nadwórna”